# Roberto Di Matteo
Roberto Di Matteo (phát âm tiếng Ý: [robɛrto di mattɛo]; sinh ngày 29 tháng 5 năm 1970 tại  Schaffhausen, Thụy Sĩ) là cựu cầu thủ và là huấn luyện viên bóng đá người Ý.
Khi còn là cầu thủ, ông từng thi đấu ở vị trí tiền vệ cho các câu lạc bộ Schaffhausen, Zürich, Aarau, Lazio và Chelsea. Di Matteo khoác áo Ý 34 lần và ghi được 2 bàn thắng, từng tham dự UEFA Euro 1996 và FIFA World Cup 1998. Tháng 2 năm 2002, Di Matteo giải nghệ ở tuổi 31 vì chấn thương.

## Sự nghiệp cầu thủ
Sinh ra ở Thụy Sĩ trong một gia đình người Ý, Di Matteo đã bắt đầu sự nghiệp của mình với câu lạc bộ Thụy Sĩ FC Schaffhausen, trước khi gia nhập FC Zurich vào năm 1991 và FC Aarau một năm sau đó. Ông đã giành Nationalliga Thụy Sĩ A cùng Aarau trong năm 1993 và trong cùng một mùa giải ông đã được trao giải thưởng cầu thủ Thụy Sĩ của năm. Ông ký hợp đồng với Lazio trong mùa hè năm 1993 theo dạng chuyển nhượng tự do. Di Matteo đã thường xuyên có mặt tại Lazio. Kết thúc sự nghiệp tại Lazio ông đã được ký hợp đồng bởi Ruud Gullit cho câu lạc bộ Chelsea với mức giá 4,9 triệu £.
Di Matteo đã có một khởi đầu ấn tượng cho Chelsea trong sự nghiệp của mình, ông ghi bàn thắng trong trận gặp Middlesbrough. Khả năng chuyền dài chính xác đã thấy ông trở thành một trong những động lực của sự hồi sinh của Chelsea vào cuối những năm 1990. Ông đã đóng góp chín bàn thắng trong mùa giải đầu.

## Sự nghiệp Huấn luyện viên

### West Bromwich
Ông đã giúp West Brom thăng hạng.

### Chelsea
Ngày 29 tháng 6 năm 2011, Di Matteo đã được bổ nhiệm làm trợ lý cho huấn luyện viên Chelsea là André Villas-Boas. Trong tháng 2 năm 2012, Di Matteo đã được liên hệ rất nhiều với các vị trí quản lý bỏ trống tại Leeds United, cơ hội để ông được đoàn tụ với cựu chủ tịch Chelsea Ken Bates, người đã bị chỉ trích gay gắt từ người hâm mộ Leeds và đang tìm kiếm một cuộc hẹn phổ biến. Ngày 4 tháng 3 năm 2012, ông được bổ nhiệm làm Huấn luyện viên tạm quyền của Chelsea cho đến khi cuối mùa giải sau khi sa thải André Villas-Boas. Roberto bắt đầu triều đại của ông tại Chelsea trong chiến thắng 2-0 trước Birmingham City ở FA Cup. Ngày 10 Tháng 3 năm 2012, Di Matteo tiếp tục giúp Chelsea chiến thắng 1-0 trước Stoke City ở giải Premier League. Ngày 14/3/2012, chính ông đã giúp Chelsea vượt qua Napoli với tỷ số 4-1, qua đó giúp Chelsea vào tứ kết UEFA Champions League một cách ngoạn mục. Sau khi vào tứ kết, ông đã dẫn dắt Chelsea chiến thắng Benfica 3-1 để vào bán kết UEFA Champions League.
Ngày 18/4/2012, ông lại gây nên một chiến công vang dội khi giành chiến thắng bất ngờ 1-0 trước gã khổng lồ Barcelona tại lượt đi bán kết UEFA Champions League, kết quả này đã gây nhiều bất ngờ đối với tất cả cổ động viên. Di Matteo đã cho Chelsea chơi theo một lối phòng ngự phản công, mang phong cách được Mourinho phát triển khi ông nắm quyền dẫn dắt Chelsea, trong khi Barca liên tiếp tấn công thì Chelsea chỉ chơi phòng ngự, chờ cơ hội, và Chelsea đã kết thúc trận đấu với bàn thắng duy nhất do công của Didier Drogba. Ngày 24/4/2012 tại trận bán kết lượt về, tuy Chelsea phải chơi thiếu người và còn bị dẫn trước 2 bàn nhưng đoàn quân của Di Matteo không chịu từ bỏ và đã có bàn thắng rút ngắn tỷ số xuống còn 2-1 của Ramires trong những phút bù giờ cuối cùng của hiệp 1, Chelsea lại ẵm trong tay một lợi thế khá lớn. Hiệp 2, Barca đã dâng hết đội hình lên tấn công nhưng không một lần nào phá được hàng phòng thủ quá chặt chẽ của Chelsea với sự cơ động của Mikel ở vị trí tiền vệ đánh chặn và Messi không thể đánh bại được Petr Cech trên chấm 11m ở phút 50. Phút 90+2 Fernando Torres nhận bóng từ giữa sân và lao nhanh về khung thành Barcelona khi tất cả đội hình của họ đã dâng lên hết, bình tĩnh lách bóng vượt qua sự áp sát của thủ thành Valdés và ghi bàn gọn ghẽ, bàn thắng như cú tát tỉnh người, chấm dứt mọi hi vọng của Barca và Chelsea giành quyền chơi trận chung kết UEFA Champions League.
Ngày 05/05/2012, Chelsea do Di Matteo dẫn dắt thi đấu trận chung kết Cup FA 2012 với đối thủ đầy duyên nợ Liverpool trên sân vận động Wembley. Chelsea đã dẫn trước 2-0 nhờ khả năng tận dụng tình huống và dứt điểm tốt của Ramires và Drogba. Mặc dù, sau đó Liverpool gỡ lại 1 bàn nhờ pha dứt điểm kỹ thuật của Andy Carroll ở phút 64 và pha từ chối bàn thắng đáng tiếc của trọng tài ở phút thứ 83 (Carroll đánh đầu cận thành, đưa bóng qua gần hết vạch vôi trước khi thủ môn Petr Cech kịp thời dùng tay móc bóng ra ngoài), Chelsea đã giành chiến thắng chung cuộc 2-1 và lần thứ 7 đăng quang ngôi vô địch Cup FA năm 2012.
Ngày 19/5/2012, trận chung kết Champion League thứ 2 trong 4 năm, Chelsea dưới sự dẫn dắt của Di Matteo đã thi đấu rất kiên cường trước Bayern Munich ngay tại sân nhà Allianz Arena của Bayern. Phút 83, Thomas Müller đánh đầu hiểm hóc hạ gục thủ thành Cech. Khi thời gian thi đấu chính thức của trận đấu chỉ còn có 7 phút, chẳng ai có thể nghĩ Chelsea lại có bàn thắng gỡ hòa ở phút 88 với pha đánh đầu đầy sức mạnh của Drogba từ pha phạt góc đầu tiên và cũng là duy nhất trong trận đấu của Chelsea. Kết thúc thời gian thi đấu chính thức với tỷ số 1-1, trận đấu buộc phải bước vào 2 hiệp phụ. Và khi hiệp phụ mới diễn ra được 6 phút Ribery bất ngờ bị Drogba phạm lỗi trong vòng cấm, Bayern được hưởng 1 quả penalty. Tuy nhiên trên chấm 11m, Robben đã không thể thắng được thủ thành người Séc. Kết quả 1-1 được giữ nguyên và loạt đấu súng may rủi mà người Munich không mong đợi đã tới. Loạt sút đầu tiên, Mata của Chelsea đã sút hỏng, đem về lợi thế tinh thần rất lớn cho Bayern. Nhưng ở hai lượt sút cuối, lần lượt Ivica Olić và Bastian Schweinsteiger của Bayern Munich sút hỏng và Chelsea đã giành chiến thắng trên loạt sút luân lưu 11m sau khi Drogba sút thành công quả cuối cùng. Với tỷ số sút luân lưu là 4-3, Chelsea lần đầu tiên đăng quang tại Champion League.
13/6/2012 - Ông chính thức lên làm huấn luyện viên trưởng của Chelsea với bản hợp đồng 2 năm.
21/11/2012, ông chính thức bị sa thải sau 3 trận thua liên tục của Chelsea.

## Danh hiệu

### Cầu thủ

#### FC Aarau
- Swiss Super League: 1993

#### Chelsea
- FA Cup: 1996–97, 1999–2000
- League Cup: 1997–98
- FA Community Shield: 2000
- UEFA Cup Winner's Cup: 1997–98
- UEFA Super Cup: 1998

### Huấn luyện viên

#### Chelsea
- FA Cup: 2011–12
- UEFA Champions League: 2011–12